# Rafael Dezcallar
Rafael Dezcallar de Mazarredo (Palma de Mallorca, Islas Baleares, 12 de marzo de 1955) es un diplomático español.

## Biografía
Rafael de Dezcallar es descendiente de la noble familia de Dezcallar de la isla de Mallorca. Su hermano Alonso también es embajador de España.
Licenciado en Derecho por la Universidad Autónoma de Madrid, máster en Ciencias Políticas por la Universidad de Stanford y diplomado de Estudios Internacionales de la Escuela Diplomática. Ingresó en 1983 en la carrera diplomática.
Ha estado destinado en las representaciones diplomáticas españolas en Honduras, Israel, Cuba y Rusia. Ha sido director del Gabinete del ministro de Asuntos Exteriores, cónsul general de España en Moscú y subdirector General de Naciones Unidas en el Ministerio de Asuntos Exteriores. 
Ha sido embajador de España en Etiopía (2002-2004); director general de Política Exterior (2004-2008); embajador de España en Alemania (2008-2012);y Embajador de España en China (2018-2024).